# Ernő Metzner
Dans le nom hongrois Metzner Ernő, le nom de famille précède le prénom, mais cet article utilise l’ordre habituel en français Ernő Metzner, où le prénom précède le nom.
Pour les articles homonymes, voir Metzner.
Ernő Metzner (né le 25 février 1892 à Szabadka en Autriche-Hongrie, aujourd'hui Subotica en Serbie, et mort le 25 septembre 1953 à Hollywood aux États-Unis) est un réalisateur et un décorateur de cinéma hongrois.

## Biographie
Ernő Metzner fut étudiant à l'université hongroise des beaux-arts avant de travailler comme peintre et graphiste. En 1920, il partit pour Berlin et travailla comme décorateur pour quelques-uns des réalisateurs les plus connus de l'époque : Ernst Lubitsch, Robert Wiene et Karl Grune. À partir du film Les Mystères d'une âme en 1926, il développa une étroite relation avec Georg Wilhelm Pabst, Ernő Metzner travaillant sur 7 films majeurs de Georg Wilhelm jusqu'en 1933, dont La Tragédie de la mine en 1931.
En 1927, Ernő Metzner commença à réaliser des films seul, dont de courts documentaires commandés par le Parti social-démocrate d'Allemagne, Ernő Metzner s'inscrivant dans le courant du Straßenfilm et dans la Nouvelle objectivité, qui se voulait une réaction au cinéma expressionniste. Son œuvre la plus importante de l'époque est sans doute Polizeibericht Überfall.
Juif, Ernő Metzner dut fuir l'Allemagne en 1933, et il gagna la France puis le Royaume-Uni, où il collabore avec Walter Forde et retrouva Friedrich Fehér. En 1936, il émigra aux États-Unis.
Ernő Metzner fut marié à Grace Chiang.

## Filmographie partielle
- 1923 : I.N.R.I. de Robert Wiene
- 1923 : Grisou de Karl Grune
- 1926 : Les Mystères d'une âme de Georg Wilhelm Pabst
- 1928 : Polizeibericht Überfall
- 1931 : La Tragédie de la mine de Georg Wilhelm Pabst
- 1929 : Le Journal d'une fille perdue de Georg Wilhelm Pabst
- 1933 : Du haut en bas de Georg Wilhelm Pabst
- 1937 : La Symphonie des brigands de Friedrich Fehér
- 1937 : Au service de Sa Majesté de Raoul Walsh (décors)
- 1944 : C'est arrivé demain de René Clair

## Source
- (en) Cet article est partiellement ou en totalité issu de l’article de Wikipédia en anglais intitulé « Ernő Metzner » (voir la liste des auteurs).